# Characodon audax
El mexcalpique del Toboso (Characodon audax) es una especie de pez actinopeterigio de agua dulce, de la familia de los goodeidos.

## Distribución y hábitat
Se distribuye por ríos de América del Norte, en cuencias fluviales del centro de México. Son peces de agua dulce subtropical, de comportamiento demersal.